# Evil (luchador)
Takaaki Watanabe (渡辺 高章 Watanabe Takaaki, nacido el 26 de enero de 1987) es un luchador profesional japonés, más conocido bajo el nombre de Evil quien trabaja actualmente en la New Japan Pro-Wrestling (NJPW). Desde su debut en 2011, y también ha competido en los Estados Unidos para compañías como Global Force Wrestling (GFW) y Ring of Honor (ROH). 
Ha sido una vez Campeón Mundial al ser Campeón Peso Pesado de la IWGP. También es una vez Campeón Intercontinental de la IWGP, dos veces Campeón en Parejas de la IWGP con Sanada, dos veces Campeón de Peso Abierto NEVER, cinco veces Campeón en Parejas 6-man NEVER de Peso Abierto. También fue el ganador del World Tag League en 2017 junto a Sanada y ganador de la New Japan Cup 2020. Es el prometido de Io Shirai.

## Carrera

### New Japan Pro-Wrestling (2011-2013)
Watanabe hizo su debut para New Japan Pro Wrestling (NJPW) el 13 de mayo de 2011, luchando principalmente como un "Young lion" y en las cartas inferiores de los shows y se mantuvo con la promoción hasta octubre de 2013, cuando después de King of Pro-Wrestling, anunció que estaba siendo enviado a una excursión de aprendizaje a los Estados Unidos.

### Ring of Honor (2014-2015)
En Global Wars '15, la primera noche del 15 de mayo se asoció con Silas Young en un esfuerzo perdedor contra Gedo y Moose. La noche siguiente, 16 de mayo, fue derrotado por Silas Young.
En el episodio del 27 de junio de ROH Wrestling, perdió ante Adam Page después de que Colby Corino atacara a Watanabe. En el episodio del 4 de julio de ROH Wrestling, Dalton Castle vencería a Watanabe. El 23 de julio, ROH anunció que Donovan Dijak , miembro de House of Truth, se enfrentaría a Watanabe en un combate grabado exclusivamente para el canal de lucha YouTube de ROH. Esto ocurrió el 24 de julio en Death Before Dishonor XIII donde Dijak derrotó a Watanabe.
El 22 de agosto en el Field of Honor (2015), Watanabe se clasificó para un combate por el Campeonato Mundial de Televisión de ROH al ganar un combate de nueve hombres. El 18 de septiembre en All Star Extravaganza VII se asoció con Will Ferrara para derrotar a Donovan Dijak y Greg James. El 19 de septiembre, Watanabe recibió su oportunidad por el Campeonato Mundial de Televisión de ROH en un combate contra Jay Lethal, pero no tuvo éxito.

### Regreso a NJPW (2015-presente)

#### 2015-2016
El 12 de octubre de 2015, Watanabe regresó a NJPW en King of Pro-Wrestling, donde fue revelado como asociado de Tetsuya Naito durante su combate contra Hiroshi Tanahashi. La interferencia externa de Watanabe en el combate fue detenida por Hirooki Goto y Katsuyori Shibata , lo que llevó a Naito a sufrir una derrota. En una entrevista posterior al combate, Naito le dio a Watanabe el nuevo nombre "King of Darkness" Evil. Bajo el nuevo nombre, Evil se afilió al stable de Los Ingobernables de Japón de Naito. En diciembre, Evil y Naito ganaron su bloque en la World Tag League 2015 con un récord de cinco victorias y una derrota, avanzando a la final del torneo. El 9 de diciembre, Evil y Naito fueron derrotados en las finales por Togi Makabe y Tomoaki Honma.
A principios de marzo, Evil participó en la New Japan Cup (2016) en la que fue eliminado en la primera ronda por Tomohiro Ishii. El 20 de marzo, Evil desafió sin éxito a Ishii por el Campeonato Mundial de Televisión de ROH. Del 18 de julio al 14 de agosto, Evil participó en el G1 Glimax (2016) donde terminó su bloqueo con cuatro victorias y cinco derrotas, sin poder avanzar. A pesar de su fracaso para avanzar, Evil obtuvo dos grandes victorias al derrotar al Campeón Intercontinental de la IWGP Michael Elgin y al Campeón de Peso Abierto NEVER Katsuyori Shibata en el último día.
El 5 de noviembre en Power Struggle, Evil ganó su primer título, cuando derrotó a Katsuyori Shibata para el Campeón de Peso Abierto NEVER. Diez días después, Evil perdió el título de regreso a Shibata en Singapur. Al final del año, Evil participó en World Tag League 2016, haciendo equipo con el compañero estable Sanada . Los dos terminaron segundos en su bloque con un récord de cinco victorias y dos derrotas, empatados con los ganadores del bloque Togi Makabe y Tomoaki Honma, pero no lograron avanzar a la final debido a perder el partido cabeza a cabeza contra Makabe y Honma.

#### 2017-presente
El 4 de enero de 2017 en Wrestle Kingdom 11, Evil, Bushi y Sanada ganó un combate de guantelete de cuatro equipos para convertirse en el nuevo Campeones en Parejas 6-man NEVER de Peso Abierto. Perdieron el título ante Hiroshi Tanahashi, Manabu Nakanishi y Ryusuke Taguchi al día siguiente, antes de recuperarlo el 11 de febrero en The New Beginning in Osaka. En marzo, Evil llegó a las semifinales de la New Japan Cup (2017), antes de perder contra Bad Luck Fale. El 4 de abril, LIJ perdió el Campeones en Parejas 6-man NEVER de Peso Abierto ante Hiroshi Tanahashi, Ricochet y Ryusuke Taguchi en su segunda defensa, antes de recuperarlo el 3 de mayo en Wrestling Dontaku.  Durante el G1 Glimax (2017) el 5 de agosto, Evil obtuvo una gran victoria sobre el Campeón Peso Pesado de la IWGP Kazuchika Okada, la primera derrota individual de Okada en casi un año. Evil llegó a terminar tercero en su bloque con un récord de seis victorias y tres derrotas. El 9 de octubre en King of Pro-Wrestling, Evil recibió una oportunidad por el Campeonato Peso Pesado de la IWGP, pero fue derrotado por Okada. En diciembre, Evil y Sanada ganaron su bloque en la World Tag League 2017 con un récord de cinco victorias y dos derrotas, avanzando a la final del torneo. El 11 de diciembre, derrotaron a Guerrillas of Destiny (Tama Tonga y Tanga Loa) en la final para ganar el torneo. Seis días después, Evil, Bushi y Sanada perdieron el Campeones en Parejas 6-man NEVER de Peso Abierto ante Guerrillas of Destiny y Bad Luck Fale en su cuarta defensa.
El 4 de enero de 2018, en Wrestle Kingdom 12, Evil y Sanada derrotaron a K.E.S. (Davey Boy Smith Jr. y Lance Archer) para ganar el Campeonato en Parejas de la IWGP por primera vez.

## En lucha
- Movimientos finales
  - Banshee Muzzle (Arm trap facelock)[1][2] – 2017-Present
  - Evil (STO)[3]
- Movimientos de firma
  - Darkness Falls[3] (Fireman's carry spinebuster)[4]
  - Double arm suplex[5]
  - German suplex[5]
  - Running elbow[5]
  - Senton
  - Snap Suplex
  - Uppercut[5]
- Con Tetsuya Naito
  - Movimientos finales en equipo
    - Out of Control (Double-team gorilla press slam)[6]
- Con Sanada
  - Movimientos finales en equipo
    - Magic Killer (Aided snap swinging neckbreaker)[7][8][9]
- Apodos
  - "The King of Darkness"

## Campeonatos y logros
- New Japan Pro-Wrestling

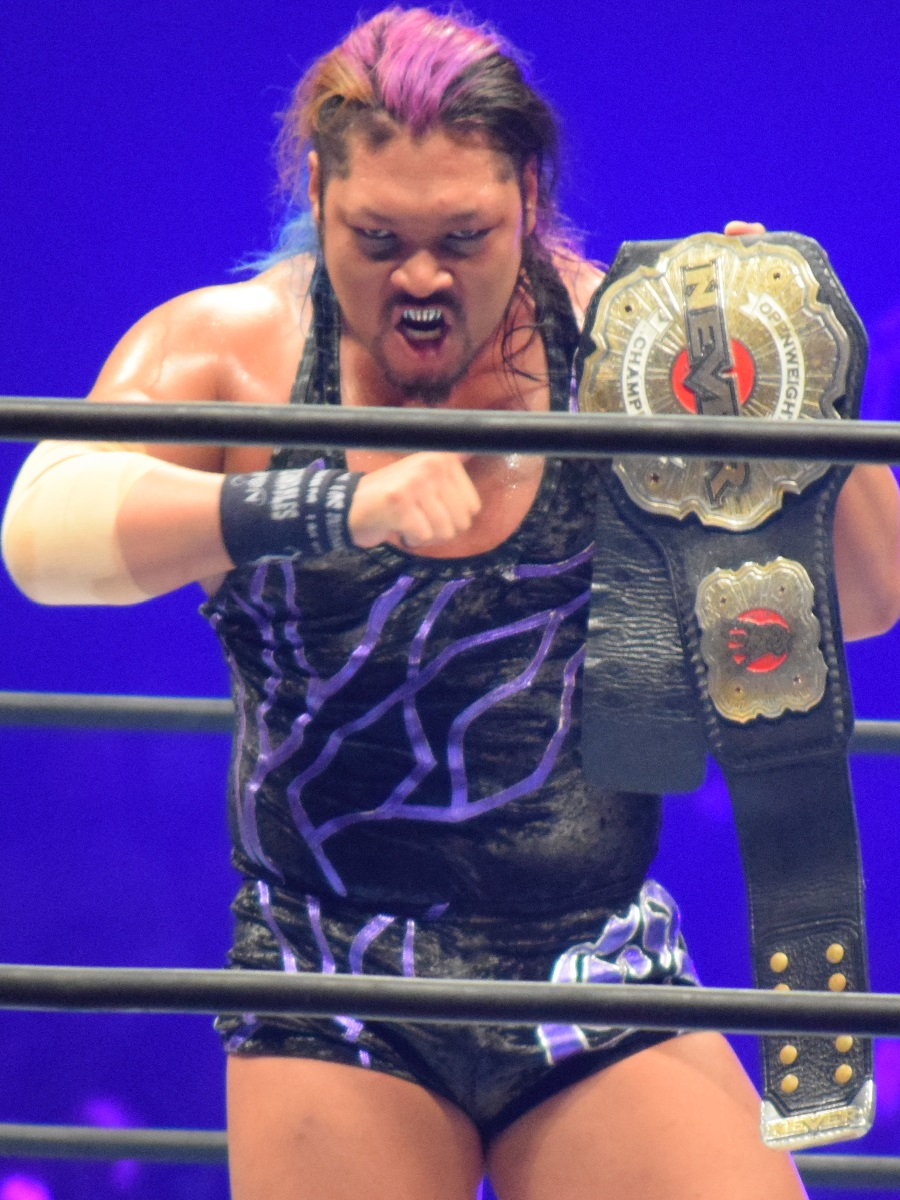
Evil como Campeón de Peso Abierto NEVER.

  - IWGP Heavyweight Championship (1 vez)
  - IWGP Intercontinental Championship (1 vez)
  - IWGP Tag Team Championship (2 veces) – con Sanada
  - NEVER Openweight Championship (2 veces)
  - NEVER Openweight 6-Man Tag Team Championship (5 veces) – con Sanada & Bushi (3), Bushi & Shingo Takagi (1) y Yujiro Takahashi & Sho (1)
  - New Japan Cup (2020)
  - World Tag League (2017 y 2018) – con Sanada
  - Triple Crown Championship (Segundo)

- Wrestling Observer Newsletter
  - Best Gimmick (2017)  como parte de Los Ingobernables de Japón[10]

- Pro Wrestling Illustrated
  - Situado en el Nº229 en los PWI 500 de 2016[11]
  - Situado en el Nº168 en los PWI 500 de 2017[12]